# Jeřáb sudetský
Jeřáb sudetský (Sorbus sudetica) je keř vyrůstající obvykle do výše 50 až 200 cm nebo stromek až 300 cm vysoký, květenství je chocholičnatá lata, malvice červená, 10-13 mm v průměru, endokarp chrupavčitý, kvete v červnu až červenci, krkonošský endemit, kriticky ohrožený druh rodu jeřáb.

## Taxonomie
Tento druh (neoendemit) vznikl po poslední době ledové (asi před 12 až 22 tisíci léty) a udržel se na nikdy nezaledněných hřebenech Krkonoš jako ustálený plodný kříženec, endemická mikrospecie rodu jeřáb. Jeho rodičovské druhy jeřáb muk (Sorbus aria) a jeřáb mišpulka (Sorbus chamaemespilus) dnes již v Krkonoších nerostou. Je to tetraploidní druh který se může rozmnožovat pohlavně (semeny) i klonálně (hřížením), příležitostně se může množit i apomikticky. Je nejstarší známý krkonošský endemit, popsal ho v roce 1834 botanik Ignaz Friedrich Tausch pod názvem Pyrus sudetica.

## Výskyt
Tato krkonošská endemická dřevina vyrůstá v počtu cca 145 jedinců na několika izolovaných lokalitách na české straně a v menším počtu i na polské. Roste na svazích karů a v lavinových drahách chráněných před silnými větry, obvykle na chudých a plytkých půdách, v supramontálním až subalpínském stupni v rozmezí 1000 až 1350 m n. m.. Nesnáší konkurenci smrků ani kosodřeviny, ty které rostou v trvalém stínu nekvetou a téměř nerostou na svazích situovaných na severovýchod.

## Habitus
Jeřáb sudetský se vyskytuje ve dvou vzrůstových formách, jako pozůstatek po svých rodičích, jeřáb mišpulka je poléhavý keř se šavlovitými větvemi a jeřáb muk zase strom dosahující výšky 6 až 12 m.

### Keřovitá forma
Keřovitá forma je typická svými zahnutými větvemi a je dále plasticky přizpůsobena místu růstu. Klasický keřovitý tvar mají keře rostoucí na nezastíněných svazích o sklonu menším než 30°. Šavlovitě prohnuté, a to jen mírně, jsou pouze větve ve spodní části keře. Dorůstají do výšky 1,6 m až 2 m a síla větví u báze je okolo 3 cm. Plazivý lavinový tvar mají většinou keře rostoucí na strmějších svazích v lavinových drahách, kde váha sněhové pokrývky a pohyb sněhu stlačuje větve po spádu téměř k povrchu půdy. Tyto výrazně prohnuté větve jsou přibližně dlouhé 0,8 až 1,2 m a jejich průměr u báze je 4 až 5 cm. Méně častý plazivý stínový tvar mají keře vyrostlé v místech, kde dochází k silnému zastínění konkurenční dřevinou. Tehdy se keř skládá jen z jediné holé větve, plazící se za sluncem ven ze zastíněného prostoru. Větev může být dlouhá i 5 m a mít v průměru 3,5 cm, rozvětvuje se a olisťuje až mimo stín.

### Stromovitá forma
Vyskytuje se poměrně řídce a jen u jedinců vyrůstajících ze spár zvětralé skaly o sklonu asi 40°. Mají kmínek o průměru 7 až 11 cm, dorůstají do výšky 2 až 3 m a v 1 až 1,5 metru vytvářejí bohatě olistěnou korunu. Je předpoklad, že vzniklý kmínek je vlastně větev unikající před stínem svislým směrem a v místě opuštění stínu se větev rozvětví a olistí. Vyskytují se mimo lavinových drah a míst s velkým množstvím ležícího sněhu.

## Popis
Na větvích s hladkou hnědošedou kůrou vyrůstají ze špičatých, vejcovitě kuželovitých pupenů střídavě jednoduché, celokrajné listy s řapíky dlouhými 15 až 18 mm. Jejich obvejčité nebo obvejčitě eliptické čepele dlouhé 6 až 10 cm jsou po okraji nepravidelně zubaté a u báze často celokrajné. Na lícní straně jsou lysé a tmavě zelené, na spodní chlupaté a šedě stříbrné, mívají 7 až 9 párů postranních žilek.
Drobné narůžovělé pětičetné květy jsou v počtu 15 až 20 sdruženy do chocholičnaté laty která mívá v průměru okolo 5 cm. Je udáván nejvyšší počet 150 květenství na jedné rostlině. Vytrvalé, běloplstnaté kališní lístky bývají špičaté, v době květu jsou vzpřímené. Vzpřímené korunní lístky jsou široce vejčité a mají barvu růžově červenou. Z polospodního semeníku vyrůstají dvě, zřídka tři čnělky zakončené plochými bliznami. Kvetou od června do srpna.
Plody jsou široce elipsoidní až kulovité, tmavě červené lesklé malvice se zaschlým vytrvalým kalichem. Mívají v průměru 10 až 13 mm a zralé mají příjemnou chuť, dozraje jich zhruba pětina z počtu květů. Každá obsahuje 1 až 2 semena kapkovitého tvaru s mandlovou chutí. Malvice slouží jako potrava ptákům (drozdovití, sýkorovití, pěnkavovití) i hlodavcům. Mnohé zůstávají na větvích dlouho do zimy, dokonce i do jara.

## Rozmnožování
Generativní rozmnožování semeny je možné, dochází k němu jen zřídka. Průměrná klíčivost semen je udávána různě, od 14 do 70 %. Nejčastější se rozmnožují vegetativním hřížením. Při něm zakořeňují metr i více dlouhé plazící se větve, tak vznikají mnohdy polykormony. Někdy mateřská větev po zakořenění na více místech odumře, propojení se přeruší a vzniknou jedinci rostoucí samostatně. Na šikmých svazích se keře nejčastěji rozrůstají po spádnici. Roční přírůstek větve dobře osluněného keře může být až 40 cm. Přestože semena mnohdy v přírodě vyklíčí, mladé semenáčky se objevují jen sporadicky, obvykle v prvé zimě vymrzají.

## Ohrožení
Jeřáb sudetský je ohrožen hlavně svým malým počtem jedinců kterých v české přírodě roste jen okolo 145. Přestože vyrůstá v Krkonošském národním parku kde je zajištěna péče o ně i případná reintrodukce a jejich počet je po desetiletí zhruba stabilní, je vzhledem k extrémní vzácnosti v "Černém a červeném seznamu cévnatých rostlin ČR roku 2000" zařazen mezi kriticky ohrožené druhy (C1b), do stejné kategorie je zařazen i vyhláškou MŽP ČR č. 395/92 Sb. (§1).

## Poznámka
Ve starší české i cizí současné taxonomii je uváděn název Sorbus sudetica (Tausch) Fritsch. Podle  je rod nativní ve střední a jihozápadní Evropě a podle  Archivováno 9. 1. 2014 na Wayback Machine. a  roste v Pyrenejích.